# تاغولاندانغ (جزيرة)
جزيرة تاغولاندانغ هي جزيرة إندونيسية تقع ضمن جزر سينغيه التي تتبع مقاطعة سولاوسي الشمالية .